# Kurkumaz ibn Yunis Man
Kurkumaz ibn Yunis Man fou un membre de la nissaga dels Banu Man que governaven el Xuf sota sobirania otomana.
Hauria estat nomenat vers 1517 pels otomans. El 1528 apareix residint a la població d'al-Baruk i molt lligat a la lluita faccional de la muntanya. L'hauria succeït vers la meitat del segle un fill de nom desconegut. No se sap la reva relació amb Kurkumaz II que va pujar al poder el 1544 i fou el pare del famós Fakhr al-Din II.